# Hilde Hamann
Hilde Hamann (* 26. Februar 1898 in Breslau; † 1. November 1987 in London) war eine deutsche Malerin und Keramikerin. Sie war Mitglied der Hamburgischen Sezession.

## Ausbildung
Hilde Hamann begann ihre Ausbildung an der Kunstgewerbeschule in Hamburg bei dem aus Wien stammenden Professor Carl Otto Czeschka, wo sie sich mit Elfenbeinschnitzerei und Stoffmalerei beschäftigte. Nach einigen Semestern ging sie nach München an die private Malschule von Hans Hofmann, um freie Malerei zu studieren. 1920 kehrte sie an die Hamburger Kunstgewerbeschule zurück. Dort belegte sie einen Kurs bei dem Bildhauer Paul Hamann, den sie später heiratete.

## Leben und Werk
Anfang der 1920er Jahre orientierte sich Hamann stark an der verstorbenen Paula Modersohn-Becker, die wie sie selbst damals auch, in Worpswede mit ihrem Mann auf einem umgebauten Bauernhof gelebt hat. Sie malte dort expressive Landschaften, Stillleben sowie Figurenbilder und Porträts. Einen Teil der Zeit lebte sie auch noch in Hamburg. Der Maler Otto Tetjus Tügel, der ebenfalls zu dieser Zeit zwischen Worpswede und Hamburg pendelte, war damals einer ihrer engsten Freunde.
1924 hielt sie sich ein halbes Jahr lang in Paris auf, wo sie bei Fernand Léger studierte. In der Kunstmetropole veränderte sie ihren Stil und entwickelte ihn in Richtung Neue Sachlichkeit. Schließlich fand sie in der Verbindung zwischen einer Art „plakativem Expressionismus“ (Friederike Weimar, S. 94) und „formaler neusachlicher Strenge“ (ebd.) ihre eigene Ausdrucksweise. Nach ihrer Rückkehr nach Norddeutschland begann sie mit der Hamburgischen Sezession auszustellen. 
1926 zog sie mit ihrem Mann nach Berlin in die Künstlerkolonie am Breitenbachplatz, hielt aber weiterhin Kontakt mit der Hamburger Sezession, die die Künstlerin ab 1927 als offizielles Mitglied verzeichnet. Doch begann sie in Berlin ihre eigene Arbeit zugunsten der ihres Mannes zu vernachlässigen. Sie assistierte ihm nun bei seinen bildhauerischen Arbeiten und reduzierte ihr eigenes künstlerisches Schaffen auf die Freizeit.
In der zweiten Hälfte der 1920er Jahre hatte sie als Künstlerin einen breiteren Bekanntheitsgrad erreicht und genoss Anerkennung. Allerdings sind ihre Ölgemälde heute sämtlichst verschollen, sodass eine rückschauende Würdigung ihrer Kunst nicht mehr zu leisten ist.
Hilde Hamann stammte aus einer gut situierten Kaufmannsfamilie mit jüdischen Wurzeln. Dies wurde für ihr Leben bedeutsam, als in Deutschland die Nationalsozialisten immer mehr an Macht gewannen bis ihnen schließlich 1933 die Regierungsgewalt übergeben wurde. Deshalb emigrierte sie mit ihrem Ehemann 1933 nach Paris, wo das Paar drei Jahre lang in der Künstlerkolonie Cité Fleurie lebte. 1936 wurde den beiden die politische Situation auch in Frankreich zu unsicher, sodass sie nach London ins Exil gingen.
Auch in England assistierte Hilde Hamann vorrangig ihrem Mann. Zwischen 1940 und 1941 war Paul Hamann ein Jahr lang in einem Internierungslager eingesperrt. In dieser Zeit verdiente Hilde Hamann den Lebensunterhalt der Familie mit kunstgewerblichen Arbeiten. Nach Paul Hamanns Freilassung brach die private Beziehung auseinander, doch beruflich setzte das Paar seine Zusammenarbeit fort. 
Von 1947 an studierte die Künstlerin nochmals drei Jahre lang Keramik in Kingsway an der Central School und lehrte diese Technik an der inzwischen gegründeten Malschule Paul Hamanns. Eine ihrer Schülerinnen war die ehemalige Sezessions-Kollegin aus Hamburg Lore Feldberg-Eber. Auch sie hatte aus Deutschland fliehen müssen, weil sie als Jüdin verfolgt worden war.
Anfang der 1950er Jahre erwarb sie die britische Staatsbürgerschaft.
Hilde Hamann spezialisierte sich neben ihrer Lehrtätigkeit auf die Herstellung von Gebrauchskeramik in der Tradition englischer Irdenware, kreierte Schmuck und finanzierte mit diesen kunstgewerblichen Arbeiten weiterhin ihren Ehemann. In den letzten zwanzig Jahren ihres Lebens widmete sie sich ausschließlich der Emailletechnik, in der sie kleinformatige Bilder schuf.
Sie starb 1987 in London.